# 뽀리뱅이
뽀리뱅이는 국화과에 속하는 두해살이풀이다. 보리뱅이, 황매체, 박조가리나물이라고도 한다.
한국 원산이며 들이나 밭둑, 길가 등 어디서나 자란다. 키는 15~100 센티미터쯤 되며 온몸에 부드러운 털이 난다. 뿌리에서 나는 잎은 방사상으로 퍼져 나며 깃 모양이며 깊게 갈라진다. 길이 8~25 센티미터, 너비는 2~6 센티미터 정도이다. 줄기에서 나는 잎은 아예 없거나 네 장을 넘지 않는다. 5~6월에 줄기 끝에서 산방 모양 원추꽃차례로 꽃이 핀다. 지름 8 밀리미터 정도 되는 노란색 설상화가 핀다. 열매는 수과로 납작하며 갓털은 흰색이다.

## 사진

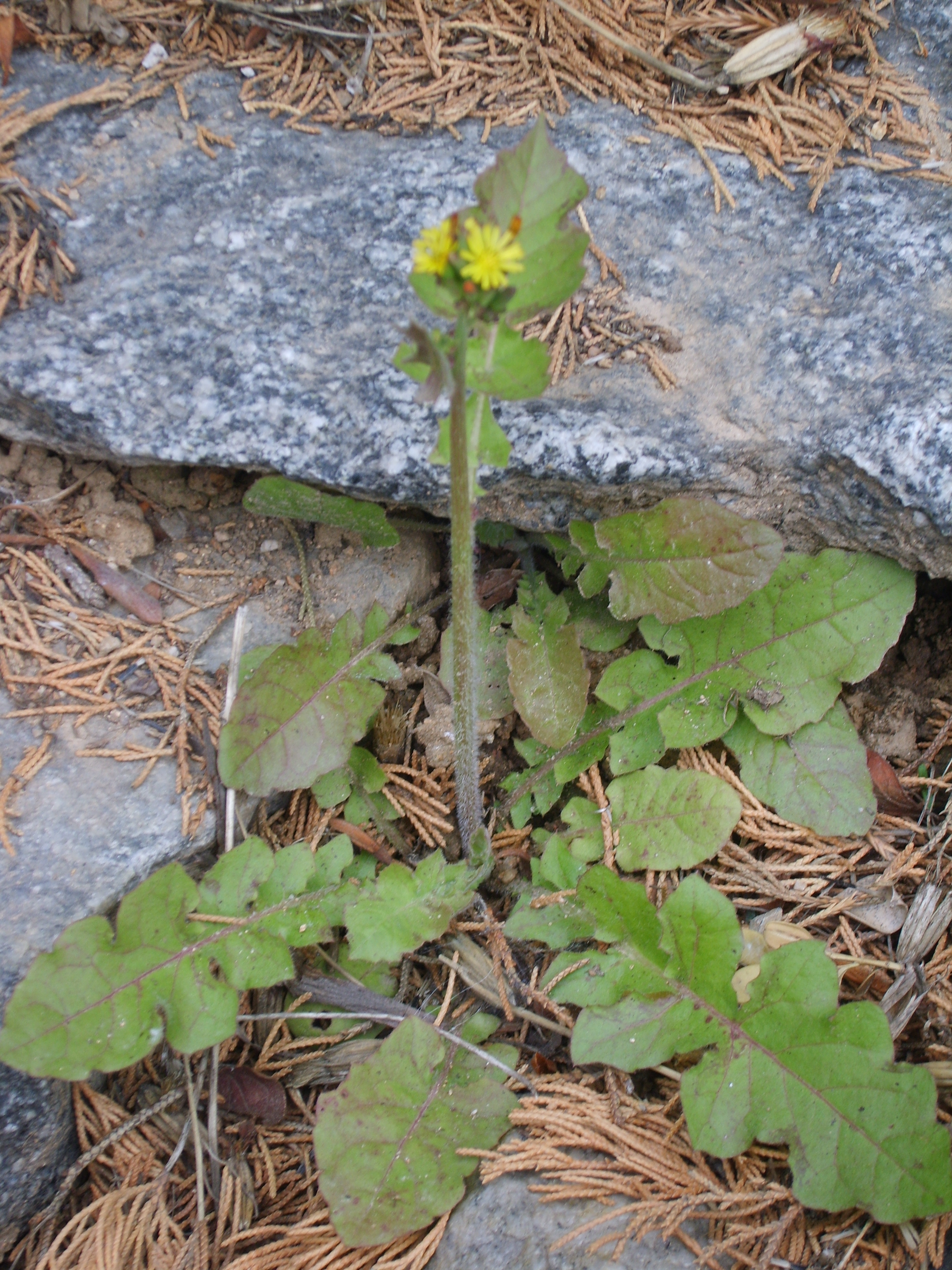
줄기에 난 흰 털이 보인다.
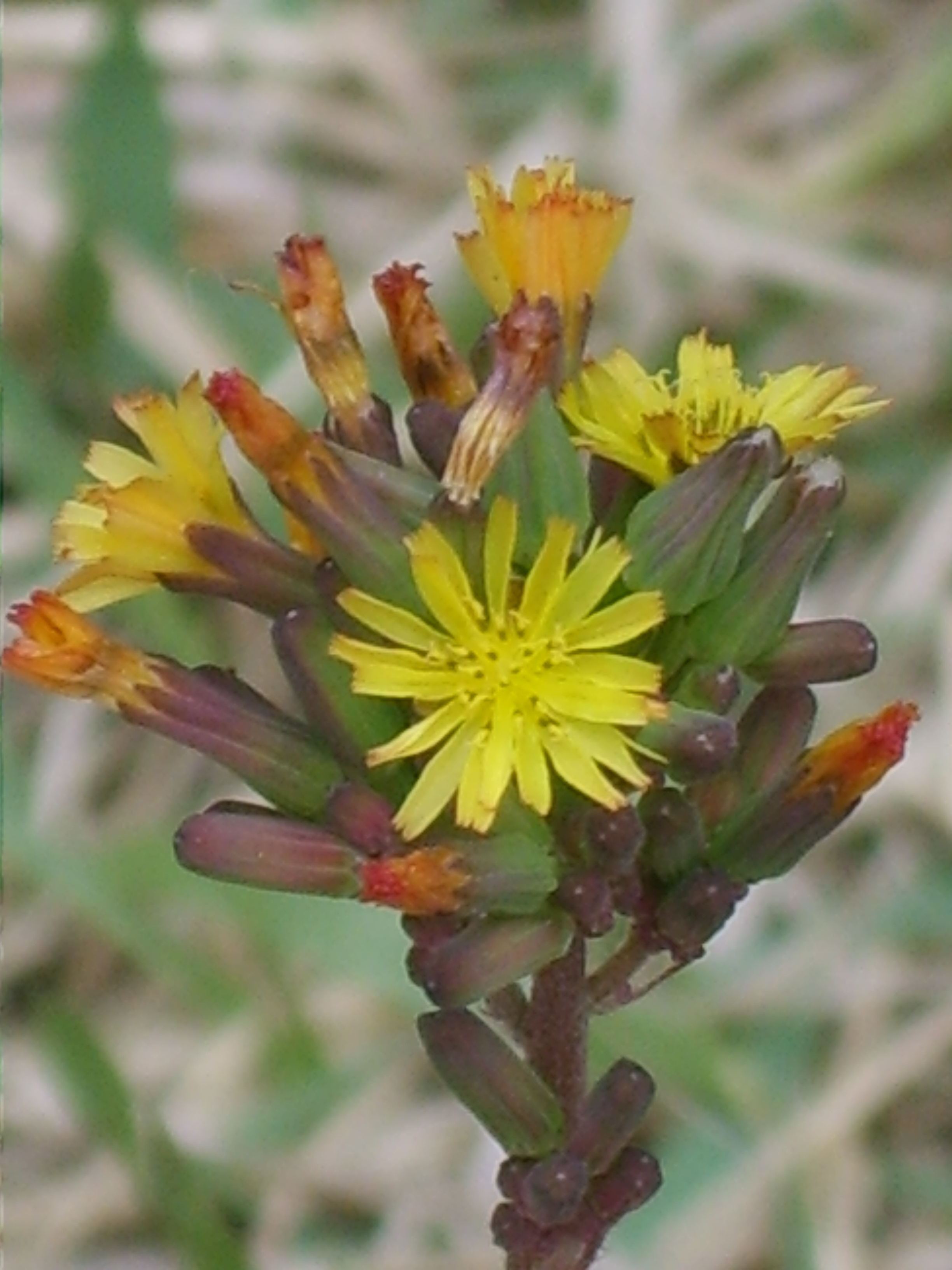
꽃

## 참고 문헌
- 고경식; 김윤식 (1988). 《원색한국식물도감》. 아카데미서적.
- 풀베개 보관됨 2015-12-10 - 웨이백 머신